# Zubetinac
Zubetinac (cyr. Зубетинац) – wieś w Serbii, w okręgu zajeczarskim, w gminie Knjaževac. W 2011 roku liczyła 110 mieszkańców.